# Naum (Dimitrow)
Naum, imię świeckie Naum Andonow Dimitrow (ur. 19 października 1968 w Warnie) – bułgarski biskup prawosławny.

## Życiorys
Ukończył seminarium duchowne w Sofii, a następnie w 1994 studia teologiczne na Wydziale Teologicznym Uniwersytetu św. Klemensa z Ochrydy w Sofii. W czasie studiów, w 1990, złożył wieczyste śluby mnisze przed biskupem branickim Gerazymem, w monasterze Świętych Piotra i Pawła w Złatarze. Jego opiekunem duchowym był metropolita warneński i wielkopresławski Cyryl. Tenże hierarcha wyświęcił go w 1991 na hierodiakona, w soborze Zaśnięcia Matki Bożej w Warnie. Święcenia kapłańskie hierodiakon Naum przyjął z rąk tego samego biskupa w cerkwi św. Paraskiewy w Warnie, 27 lipca 1992.
W latach 1992–1996 wykładał w seminarium duchownym Świętych Cyryla i Metodego w Płowdiwie. W 1997 spędził trzy miesiące w Grecji, zapoznając się z duchowością Greckiego Kościoła Prawosławnego. W roku następnym, gdy ponownie służył w metropolii warneńskiej i wielkopresławskiej, otrzymał godność archimandryty. W 2004 został głównym sekretarzem Świętego Synodu Bułgarskiego Kościoła Prawosławnego oraz proboszczem parafii przy soborze św. Aleksandra Newskiego w Sofii, którą to funkcję pełnił do 2010.
17 marca 2007 został wyświęcony na biskupa stobijskiego. Ceremonia odbyła się w soborze św. Aleksandra Newskiego w Sofii pod przewodnictwem patriarchy bułgarskiego Maksyma.
5 kwietnia 2014 Święty Synod Bułgarskiego Kościoła Prawosławnego jednogłośnie wybrał go na metropolitę ruseńskiego.